# 白山 (我孫子市)
白山（はくさん）は、千葉県我孫子市の地名。現行行政地名は白山一丁目から三丁目。郵便番号270-1154。

## 地理
我孫子市西部に位置する。北は本町、東は緑、南は我孫子新田、根戸新田、西は船戸に隣接する。白山内に稲荷山という地名も存在する。

### 地価
住宅地の地価は、2014年（平成26年）1月1日の公示地価によれば、白山1-28-2の地点で18万3000円/m2となっている。我孫子市内で最も地価が高い。

## 歴史
付近の根戸新田水神社の石碑には日本三霊山である富士山、立山、白山の名が見られるが、地名との関わりは不明である。

## 世帯数と人口
2017年（平成29年）4月1日現在の世帯数と人口は以下の通りである。
| 丁目       | 世帯数    | 人口    |
| ---------- | --------- | ------- |
| 白山一丁目 | 913世帯   | 2,000人 |
| 白山二丁目 | 628世帯   | 1,391人 |
| 白山三丁目 | 447世帯   | 1,089人 |
| 計         | 1,988世帯 | 4,480人 |

## 小・中学校の学区
市立小・中学校に通う場合、学区は以下の通りとなる。
| 丁目       | 番地 | 小学校                     | 中学校               |
| ---------- | ---- | -------------------------- | -------------------- |
| 白山一丁目 | 全域 | 我孫子市立我孫子第四小学校 | 我孫子市立白山中学校 |
| 白山二丁目 | 全域 | 我孫子市立我孫子第四小学校 | 我孫子市立白山中学校 |
| 白山三丁目 | 全域 | 我孫子市立我孫子第四小学校 | 我孫子市立白山中学校 |

## 交通
- 国道356号

## 施設
- 我孫子市立我孫子第四小学校
- 我孫子市立白山中学校
- めばえ幼稚園
- 興隔寺
- 恵勝寺